# Equerre
Een equerre (Engels: surveyor's square; Frans: équerre d’arpenteur) is een instrument dat gebruikt werd in de landmeetkunde. Het was een achtkantige, bol- of cilindervormige bus met daarin spleetvizieren, bedoeld voor het uitzetten van hoeken van 45 en 90 graden.

## Voorbeeld

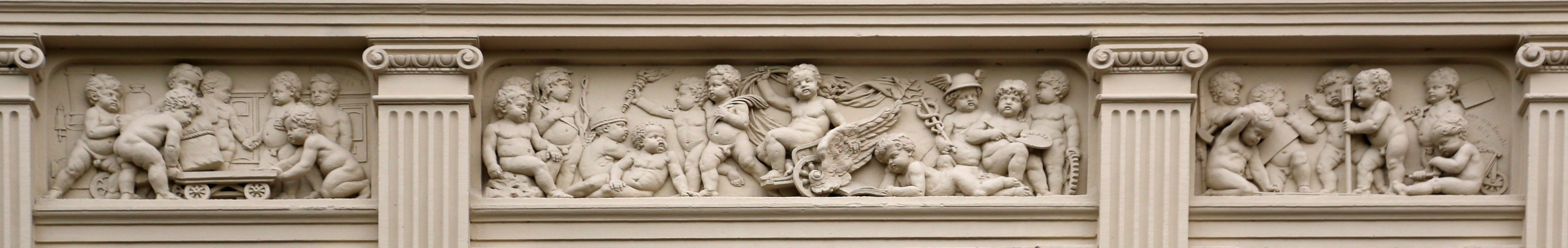
Het fries in het gebouw aan de Droogbak in Amsterdam bevat een putto (rechts) dat een equerre gebruikt